# مركز القوات البرية الأمريكي لتعزيز الصحة والطب الوقائي

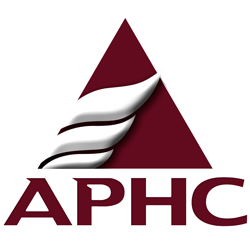

مركز القوات البرية الأمريكي لتعزيز الصحة والطب الوقائي — المعروف اختصارًا بـ USACHPPM أو CHPPM (تنطق "شيب'إم") — هو مركز للقوات البرية الأمريكي يقع مقره في منطقة تدريب أبردين، ماريلاند، الولايات المتحدة. تم مؤخرًا تغيير اسم USACHPPM إلى قيادة الصحة العامة بالقوات البرية للولايات المتحدة (USAPHC). وهي مسؤولة عن توفير الدعم الفني والخبرات في مجالات الطب الوقائي والصحة العامة وتعزيز الصحة والعافية للوحدات العسكرية في جميع أنحاء العالم. كما يشرف المركز أيضًا على خمس قيادات فرعية موجودة في فورت جورج ج. ميد في ماريلاند وفورت سام هيوستون في تكساس وفورت لويس في واشنطن ولاندشتول فيألمانيا وكامب زاما في اليابان.
القائد الحالي للمركز هو العميد تيموثس ك. آدامز.

## معلومات تاريخية
تم إنشاء مختبر الصحة الصناعية للقوات البرية عام 1942 في كلية جونز هوبكنز للنظافة والصحة العامة تحت الإشراف المباشر للجراح العام للقوات البرية للولايات المتحدة. وقد تم تكليفه بإجراء دراسات الأمن الصناعي للمنشآت الصناعية والترسانات والمستودعات التي تديرها القوات البرية.
تم تغيير اسم المختبر بعد ذلك إلى وكالة الصحة البيئية للقوات البرية للولايات المتحدة وتوسعت مهامه لتشمل دعموزارة الدفاع في برامج الطب الوقائي في جميع أنحاء العالم.
في عام 1994 تم منح الوكالة اسمها الحالي.

## وصلات خارجية
- Official public website نسخة محفوظة 22 أغسطس 2012 على موقع واي باك مشين.

‌